# Comunità Cittadina
Comunità Cittadina, (in spagnolo Comunidad Ciudadana), è una coalizione politica boliviana guidata dall'ex presidente Carlos Mesa.

## Storia
Nata nel 2018, ha sostenuto la candidatura alla presidenza di Carlos Mesa per le elezioni del 2019, poi annullate e perse nel 2020 contro il candidato del MAS Luis Arce.

## Composizione
Della coalizione fanno parte i seguenti partiti politici :
| Partito                                    | Ideologia principale |
| ------------------------------------------ | -------------------- |
| Fronte Rivoluzionario della Sinistra (FRI) | Socialdemocrazia     |
| Prima il Popolo (2020-)                    | Socialdemocrazia     |
| Sovranità e Libertà (2019)                 | Socialdemocrazia     |

## Risultati elettorali
| Anno   | Candidato                         | Voti      | %       |
| ------ | --------------------------------- | --------- | ------- |
| 2019   | Carlos Mesa ❌ Elezioni annullate | 2.240.920 | 36,51   |
| Camera | 50 / 130                          | Senato    | 14 / 36 |
| Anno   | Candidato                         | Voti      | %       |
| 2020   | Carlos Mesa ❌️ Non eletto         | 1.775.953 | 28,83   |
| Camera | 39 / 130                          | Senato    | 11 / 36 |